# إدي روبنسون (لاعب كرة قاعدة)
إدي روبنسون (بالإنجليزية: Eddie Robinson) هو لاعب كرة قاعدة أمريكي، ولد في 15 ديسمبر 1920 في باريس في الولايات المتحدة.

## وصلات خارجية
- إدي روبنسون على موقع دوري كرة القاعدة الرئيسي (الإنجليزية)
- إدي روبنسون على موقعبيزبول رفرنس.كوم (الدوري الرئيسي) (الإنجليزية)
- إدي روبنسون على موقعبيزبول رفرنس.كوم (الدوري الثانوي) (الإنجليزية)